# Nidžat Šichalizade
Nidžat Šichalizade (ázerbájdžánsky Nicat Şıxəlizadə) (* 12. říjen 1988 v Šarurské oblasti, Sovětský svaz) je ázerbájdžánský zápasník-judista.

## Sportovní kariéra
Pochází z Nachičevanské AO a s judem začal v 10 letech pod vedení Nagim Babajeva. V roce 2005 se ve věku 16 let stal nejmladším držitelem medaile z mistrovství světa mezi seniory. Měsíc na to, po juniorském mistrovství Evropy však byl pozitivně testován na diuretikum snižující tělesnou hmotnost a dostal roční zákaz startu. V roce 2007 během letní přípravy v Minsku na mistrovství světa v Riu byl pozitivně testován podruhé. Vinu vzal na sebe reprezentační doktor a proto mu byl místo doživotního zákazu startu udělen čtyřletý trest.
Vrátil se během sezóny 2011 a nestihl nabrat dostatek bodů pro kvalifikaci na olympijské hry v Londýna v roce 2012. I přes své dřívější prohřešky jde o sportovce, který se nezdrává soupeře hodit na ippon a předvádí divácky atraktivní judo. Z jeho výčtu technik stojí za pozornost tomoe-nage, tai-otoši a velmi často kontruje technikou ura-nage. V roce 2016 se kvalifikoval na olympijské hry v Riu. V úvodním kole si poradil s nebezpěčným Španělem Sugoi Uriartem na yuko po technice sode-curikomi-goši. V dalším kole narazil na Itala Fabia Basileho, kterému podlehl v polovině zápasu po nasazeném škrcení.

### Vítězství
- 2007 - 1× světový pohár (Paříž)
- 2012 - 1× světový pohár (Abú Dhabí)
- 2014 - 1× světový pohár (Tbilisi)
- 2015 - 2× světový pohár (Baku, Čching-tao)

## Výsledky
| Olympijské hry     |    | —  |    |    |    | — |   |   |     | —   |    |    |     | úč. |    |  |  |  |  |  |  |  |  |  |  |
| Mistrovství světa  | —  |    | 3. |    | —  |   | x | x | úč. |     | 7. | —  | úč. |     |    |  |  |  |  |  |  |  |  |  |  |
| Evropské hry       |    |    |    |    |    |   |   |   |     |     |    |    | 5.  |     |    |  |  |  |  |  |  |  |  |  |  |
| Mistrovství Evropy | —  | —  | 5. | x  | 5. | x | x | x | úč. | úč. | 5. | 7. | 5.  | —   | 3. |  |  |  |  |  |  |  |  |  |  |
| MS juniorů         |    | —  |    | 1. |    |   |   |   |     |     |    |    |     |     |    |  |  |  |  |  |  |  |  |  |  |
| ME juniorů         | —  | —  | 1. | x  | —  |   |   |   |     |     |    |    |     |     |    |  |  |  |  |  |  |  |  |  |  |
| ME dorostenců      | 2. | 1. |    |    |    |   |   |   |     |     |    |    |     |     |    |  |  |  |  |  |  |  |  |  |  |